# Kristy McNichol
Christina Ann McNichol (Los Angeles, 11 de setembro de 1962) é uma atriz, comediante, produtora e cantora americana.
Ela é conhecida por papéis como Angel no filme Little Darlings, Polly no filme Only When I Laugh e Barbara Weston no seriado Empty Nest. Ela ganhou dois prêmios Emmy por interpretar a filha adolescente Letitia "Buddy" Lawrence no drama Family.

## Início da vida e carreira

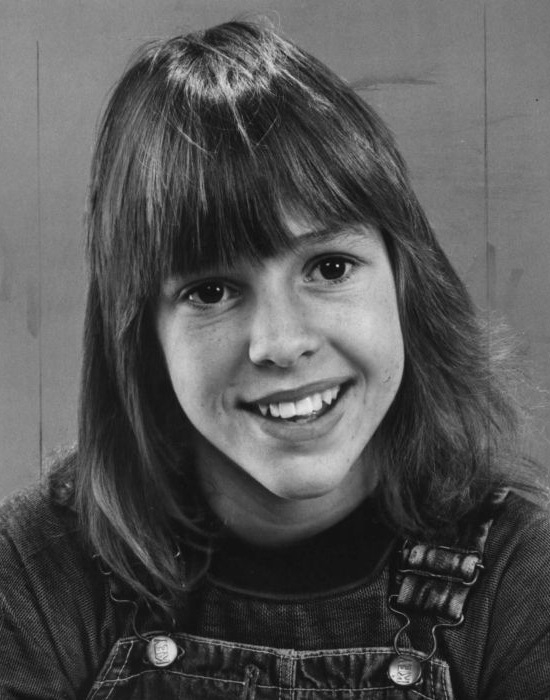
McNichol em 1976

McNichol nasceu em Los Angeles, Califórnia, filha de James e Carolyn McNichol. Seu pai era carpinteiro e sua mãe trabalhava em empregos ímpares para sustentar a família, inclusive como secretária, vendedora de cosméticos e filme extra. McNichol é meio irlandesa do lado de seu pai e sua mãe é descendente de libaneses. Ela apareceu com o irmão Jimmy McNichol em comerciais e, mais tarde, sozinha, em participações especiais em outras séries como Starsky & Hutch; The Bionic Woman; Love, American Style; e The Love Boat, graças ao amigo da família Desi Arnaz. Sua primeira passagem como regular na série foi no papel de Patricia Apple na curta série de televisão CBS, Apple's Way (1974).
Em 1976, ela foi escalada como Letitia "Buddy" Lawrence na série dramática de televisão Family (1976-80), pela qual ganhou dois Emmy Awards de Melhor Atriz Coadjuvante em uma Série Dramática (1977 e 1979).
Em 1977, ela apareceu no especial de TV The Carpenters at Christmas, apresentando vários números musicais com a dupla. Em 1978, Jimmy e ela fizeram sua própria incursão na música, gravando o álbum Kristy and Jimmy McNichol para a RCA Records (AFL1-2875). Ele incluiu os singles "It's So Fine" (uma capa do hit de 1963 do The Chiffons), que alcançou o número 70 na parada da Billboard e "Page By Page". Os McNichols promoveram o álbum na discoteca Studio 54 de Nova Iorque com outras celebridades, como Brooke Shields. Em 1978, McNichol se apresentou com Jimmy em um segundo especial de férias dos Carpenters, The Carpenters: A Christmas Portrait.[carece de fontes?]
McNichol foi uma das maiores estrelas adolescentes da época. Ela apareceu em programas de entrevistas como The Mike Douglas Show e Dinah!, e fez várias aparições em Battle of the Network Stars e outros programas esportivos baseados em celebridades. Em 1978, ela atuou no telefilme Summer of My German Soldier.
McNichol começou sua carreira cinematográfica em 1977, no Black Sunday, mas suas cenas foram cortadas durante a edição. Em 1978, ela atuou com Burt Reynolds e Sally Field no filme de humor negro The End.
Em 1980, ela desempenhou o papel principal no filme adulto Little Darlings, junto com Tatum O'Neal, Matt Dillon, e Cynthia Nixon. Sua performance foi aclamada por muitos críticos, incluindo aqueles que não gostaram do filme. Mais tarde, em 1980, ela apareceu com Dennis Quaid e Mark Hamill em The Night the Lights Went Out in Georgia, pelos quais recebeu um salário de seis dígitos — sem precedentes para um adolescente. Em 1981, ela co-estrelou em Only When I Laugh, de Neil Simon, e foi indicada ao Globo de Ouro de Melhor Atriz Coadjuvante.
McNichol foi indicada ao Framboesa de Ouro de Pior Atriz por sua atuação em The Pirate Movie, de 1982. Nesse mesmo ano, ela sofreu um colapso emocional ao desempenhar o papel principal no drama de comédia Just the Way You Are; as filmagens tiveram que ser interrompidas por um ano. Mais tarde, ela disse que o colapso foi causado pelas pressões de sua carreira de infância, bem como pela pressão para esconder sua sexualidade do público.
Em 1986, McNichol apareceu em Women of Valor, um telefilme sobre enfermeiras americanas em um campo de prisioneiros de guerra japoneses da Segunda Guerra Mundial . Ela fez dois filmes teatrais em 1988, You Can't Can't Love Love e Two Moon Junction. No mesmo ano, ela começou o papel de Barbara Weston em Empty Nest, um spin-off de The Golden Girls. Ela deixou o programa em 1992, mas voltou para o episódio final em 1995. Foi sua última apresentação no telão, embora ela tenha dublado personagens dos seriados Extreme Ghostbusters (1997) e Invasion America (1998).

## Vida pós-atuação

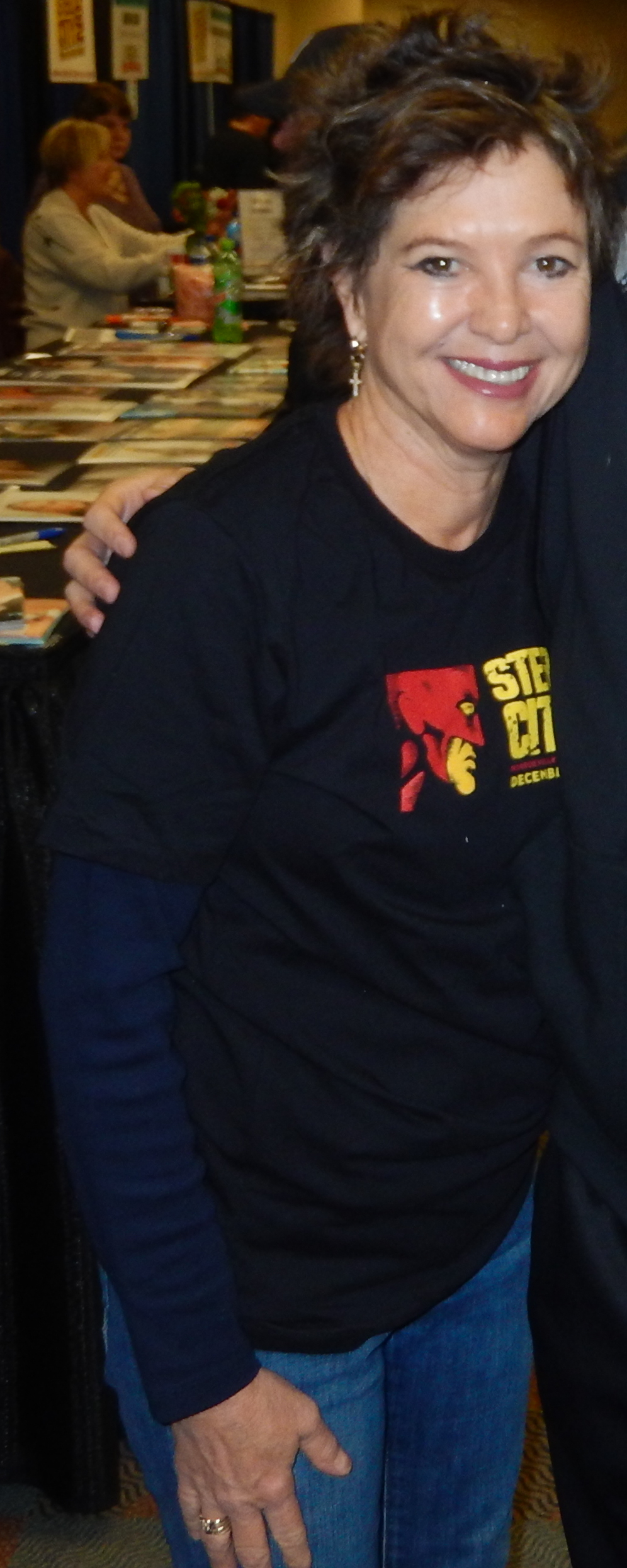
McNichol em 2005

Em junho de 2001, McNichol anunciou que havia se aposentado da atuação. Seu publicitário divulgou esta declaração:
Muitas pessoas tem perguntado o que eu tenho feito. Eu me aposentei da minha carreira depois de 24 anos. Meu sentimento era que era hora de desempenhar minha maior parte – eu mesma! Devo dizer que foi a melhor coisa que já me aconteceu. Muitos fãs estão decepcionados por eu não estar atuando no momento; no entanto, alguns podem não perceber que o processo em que estou neste momento é necessário e vital para minha felicidade e bem-estar pessoais.
Após sua aposentadoria, McNichol lecionou atuação em uma escola particular em Los Angeles e dedicou grande parte de seu tempo ao trabalho de caridade. Em 2012, McNichol terminou anos de especulação quando revelou que é lésbica e vive com sua parceira há quase duas décadas. Ela fez a declaração na esperança de que sua abertura ajudasse os jovens que sofrem bullying por causa de sua sexualidade.

## Filmografia

### Filme
| Ano  | Título                                   | Papel            | Notas                                                                    |
| ---- | ---------------------------------------- | ---------------- | ------------------------------------------------------------------------ |
| 1977 | Black Sunday                             | Desconhecido     | Nas cenas excluídas durante a edição                                     |
| 1978 | The End                                  | Julie Lawson     |                                                                          |
| 1978 | Like Mom, Like Me                        | Jennifer Gruen   | Filme de televisão                                                       |
| 1978 | Summer of My German Soldier              | Patty Bergen     | Filme de televisão                                                       |
| 1979 | My Old Man                               | Jo Butler        | Filme de televisão                                                       |
| 1980 | Little Darlings                          | Angel Bright     | Seu primeiro papel principal em um filme teatral                         |
| 1980 | Blinded by the Light                     | Janet Bowers     | Filme de televisão                                                       |
| 1981 | The Night the Lights Went Out in Georgia | Amanda Child     |                                                                          |
| 1981 | Only When I Laugh                        | Polly            | Nomeado — Prêmio Globo de Ouro de Melhor Atriz Coadjuvante em Cinema     |
| 1982 | White Dog                                | Julie Sawyer     | Não lançado nos Estados Unidos                                           |
| 1982 | The Pirate Movie                         | Mabel            |                                                                          |
| 1982 | Aladdin and the Magic Lamp               | A princesa       | Voz                                                                      |
| 1984 | Just the Way You Are                     | Susan Berlanger  |                                                                          |
| 1985 | Love, Mary                               | Mary Groda-Lewis | Telefilme                                                                |
| 1986 | Dream Lover                              | Kathy Gardner    |                                                                          |
| 1986 | Women of Valor                           | T.J. Nolan       | Filme de televisão                                                       |
| 1988 | You Can't Hurry Love                     | Rhonda           |                                                                          |
| 1988 | Two Moon Junction                        | Patti Jean       |                                                                          |
| 1989 | The Forgotten One                        | Barbara Stupple  | Sua última apresentação em um filme lançado no cinema (a partir de 2018) |
| 1990 | Children of the Bride                    | Maria            | Filme de televisão                                                       |
| 1991 | Baby of the Bride                        | Maria            | Filme de televisão                                                       |
| 1993 | Mother of the Bride                      | Maria            | Filme de televisão                                                       |

### Televisão
| Ano       | Título                  | Papel                     | Notas |
| --------- | ----------------------- | ------------------------- | --- |
| 1973      | Love, American Style    | Steffi                    | Episódio: "Love and the Unsteady Steady" |
| 1974      | Apple's Way             | Rachel                    | Episódio: "The Lamb" (1974) |
| 1974-1975 | Apple's Way             | Patricia Apple            | 15 episódios |
| 1975      | ABC Afterschool Special | Jenna McPhail             | Episódio: "Fawn Story" |
| 1976      | ABC Afterschool Special | Nina Beckwith             | Episódio: "Me & Dad's New Wife" |
| 1976      | Starsky & Hutch         | Meg                       | Episódio: "The Hostages" |
| 1976      | Sara                    | Desconhecido              | Episódio: "Grandpa's Girl" |
| 1976      | The Bionic Woman        | Amanda Cory               | Episódio: "The Ghost Hunter" |
| 1976      | Starsky & Hutch         | Molly Edwards             | Episódio: "Little Lost Girl" |
| 1976-1980 | Family                  | Letitia "Buddy" Lawrence  | 86 episódios Primetime Emmy Award de Melhor Atriz Coadjuvante em Série Dramática (1977, 1979) Nomeado— Prêmio Globo de Ouro de Melhor Atriz - Série Dramática Nomeado — Prêmio Primetime Emmy de melhor atriz principal em uma série dramática Nomeado — Prêmio Primetime Emmy de Melhor Atriz Coadjuvante em Série Dramática |
| 1977      | The Love Boat           | Linda Morley              | Episódio piloto |
| 1977      | The Love Boat           | Kelly                     | Episódio: "Graham and Kelly" |
| 1977      | ABC Afterschool Special | Carlie Higgins            | Episódio: "The Pinballs" |
| 1978      | Starsky & Hutch         | Joey Carston              | Episódio: "The Trap" |
| 1988      | Murder, She Wrote       | Jill Morton               | Episódio: "Showdown in Saskatchewan" |
| 1988-1995 | Empty Nest              | Barbara Weston            | 100 episódios |
| 1991-1992 | The Golden Girls        | Barbara Weston            | Episódios: "Witness", "A Midwinter Night's Dream" |
| 1997      | Extreme Ghostbusters    | Girl in Sub (voz)         | Episódio: "Dry Spell" |
| 1998      | Invasion America        | Sgt. Angela "Angie" Romar | 13 episódios |

## Prêmios
| 1977Emmy, por Family 1979Emmy, por Family 1980People's Choice Award de "Atriz Favorita de Filme Jovem" 1982Young Artist Award, por Only When I Laugh | 1978Emmy, por Family 1979Golden Globe, por Family 1980Emmy, por Family Young Artist Award, por Family 1981Young Artist Award, por My Old Man e Little Darlings 1982Golden Globe, por Only When I Laugh |